# Транзитный проход
Транзитный проход — проход судна или пролёт летательного аппарата через пролив, используемый для международного судоходства, часть свободы судоходства. Право на транзитный проход относится ко всем морским и воздушным судам, в том числе и военным и возникает при перемещении через пролив из одной части открытого моря или исключительной экономической зоны в другую. Согласно Конвенции ООН по морскому праву, прибрежные государства не должны чинить препятствий транзитному проходу.
Проходящее судно должно двигаться через пролив или над ним без задержек, соблюдая все международные правила и процедуры, избегая загрязнения пролива и воздерживаясь от угрозы силой и любой деятельности, не свойственной обычному порядку прохода, за очевидными исключениями бедствия или непреодолимой силы.
Конвенция ООН по морскому праву даёт прибрежным государствам право устанавливать недискриминационные законы и правила, регулирующие поведение судов в проливе в отношении явно перечисленных вопросов (в том числе рыболовства, предотвращения загрязнения, правил движения).